# Chirixalus shyamrupus
Chiromantis shyamrupus es una especie de rana en la familia Rhacophoridae endémica del noreste de la India. 

## Hábitat
Sus hábitats naturales son los bosques húmedos subtropicales o tropicales de tierras bajas, arbustos húmedos subtropicales o tropicales, pantanos y marismas de agua dulce e intermitentes.
Esta especie se encuentra en peligro de extinción por la pérdida de su hábitat natural.